# Levante
Levante ([leˈvantə]) történelmi földrajzi régió, amely a Közel-Keleten terül el. Tágabb értelemben azok a tartományok, melyek a Földközi-tenger mellett az Eufrátesz és a Nílus folyóig Itáliától keletre estek.

## Története
A Levante olasz eredetű szó, mely főleg a 13. és a 14. században az olasz tengeri kereskedelemmel kapcsolatban volt használt a kelet-mediterrán térségben, beleértve Görögországot, Anatóliát, Szíria-Palesztinát és Egyiptomot, vagyis a Velencétől keletre fekvő területeket.
A szűkebb értelemben vett Levantét északon a Torosz-hegység középső és keleti vonulatai, keleten Mezopotámia, délen az Arab-félsziget sivatagos vidéke, nyugaton a Földközi-tenger határolta, vagyis a mai Szíria, Libanon, Izrael, Palesztina és Jordánia területének felelt meg. Tágabb értelemben ide sorolták a Földközi-tenger Itáliától keletre eső partvidékét (tehát az előbbieken túl Egyiptomot, Kis-Ázsiát, sőt, időnként Görögországot is). Nem foglalja magában azonban sem az Arab-félszigetet, sem a Kaukázus vidékét. A régió mindazonáltal nem határolható körül élesen, mivel inkább kultúrtörténeti, mint földrajzi fogalom. A kifejezés itáliai szemléletet tükröz, a szó maga is az olaszból származik, jelentése (nap)felkelte, (nap)kelet.
Levante ismert a Földközi-tenger keleti partvidékéhez kapcsolódó kereskedelméről is. E vidék főbb kereskedelmi városai Konstantinápoly, Szmirna, Alexandrette, Haleb és Alexandria voltak.
Kínából, Iránból selyem, Indiából gyapot, az indonéz szigetvilágból fűszerek érkeztek a szárazföldi karavánutak központjaiba (Bizánc, Antiochia, Alexandria), innen tengeri úton vitték tovább. Mindezekért cserébe nemesfémet, nyersanyagokat, később iparcikkeket szállítottak Ázsiába. A levantei kereskedelem urai kezdetben az arabok voltak, később a bizánciak, majd a keresztes háborúk idejétől az itáliai kereskedőállamok (Velence, Genova, Pisa) kezébe került a tengeri szállítás.